# Klub dla Ciebie
Klub dla Ciebie – imprint wydawniczy stworzony w 2000 roku przez firmę Bauer Weltbild Media Sp. z o.o., Sp. komandytowa z siedzibą w Warszawie obejmujący wydawnictwo książkowe, wysyłkowy klub książki oparty na drukowanym katalogu i sklep internetowy KDC.pl. W latach 2000–2007 nakładem Klubu dla Ciebie ukazało się ponad 1500 książek, z czego przeszło 800 stanowiły pierwsze edycje.

## Historia i działalność
W listopadzie 2000 ukazał się w Polsce pierwszy katalog wysyłkowy z ofertą książek Klubu dla Ciebie, wspólnego przedsięwzięcia niemieckich koncernów Bauer Media i Grupy Wydawniczej Weltbild. Głównym kanałem dystrybucji publikacji Klubu dla Ciebie był ukazujący się co miesiąc katalog wysyłkowy w nakładzie od 650 tys. do 700 tys. egzemplarzy (katalog z listopada 2000 miał nakład 200 tys. egzemplarzy, a z grudnia 2000 ponad 3 miliony egzemplarzy). W 2002 uruchomiono księgarnię internetową klubu, działającą pod adresem KDC.pl. W 2003 odnotowano ponad milionowego członka klubu, a katalog liczył 120 stron. W 2007 otwarto w Poznaniu pierwszą księgarnię stacjonarną z planowanej sieci firmowej. W 2009 istniały trzy księgarnie stacjonarne, w Poznaniu, Opolu i Lublinie. 
Pod względem liczby realizowanych zamówień Klub dla Ciebie był w 2007 największym katalogiem wysyłkowym w Polsce. Nakładem firmy ukazały się w tym roku 383 tytuły, z czego 171 stanowiły pierwsze edycje; sprzedano łącznie 3,1 miliona egzemplarzy książek. W 2009 w ofercie sklepu internetowego KDC.pl znajdowało się ponad 90 tys. produktów. W 2010 roku witryna KDC.pl została sklasyfikowana przez serwis Interaktywnie.com na siódmym miejscu wśród najlepszych sklepów internetowych w Polsce w kategorii kultura i rozrywka.
W 2010 wyłącznym właścicielem Klubu dla Ciebie stała się spółka Weltbild Polska, która podjęła działania na rzecz zmiany strategii rozwoju wydawnictwa. W 2011 markę Klub dla Ciebie stopniowo zmieniono na Weltbild; w tym okresie firma Weltbild Polska nabyła od koncernu Bertelsmann wydawnictwo Świat Książki, którego marka nie uległa zmianie. Księgarnia internetowa KDC.pl zaczęła działać pod adresem Weltbild.pl, a ruch z poprzednich domen został przekierowany na nową.
W 2013 większościowym udziałowcem operatora sklepu internetowego Weltbild.pl, poprzednio działającego pod nazwą KDC.pl, została firma Azymut, należąca do grupy kapitałowej PWN. W 2014 nazwę księgarni internetowej Weltbild.pl zmieniono na Ravelo.pl. W 2020 księgarnia internetowa Ravelo.pl zawiesiła działalność.
W 2016 portal Rynek-ksiazki.pl oceniał, że sprzedaż klubowa książek realizowana w oparciu o drukowane katalogi, wcześniej aktywnie rozwijana przez Świat Książki i Klub dla Ciebie, zachowała się w Polsce zaledwie w formie szczątkowej. W 2023 książki opublikowane przez Klub dla Ciebie w dalszym ciągu znajdowały się w sprzedaży w polskich sklepach internetowych.